# Jesús Ramón Aguirre Muñoz
Jesús Ramón Aguirre Muñoz, né le 29 août 1955, est un homme politique espagnol membre du Parti populaire (PP).
Il est sénateur de Cordoue entre 2008 et 2015 puis entre 2016 et 2019.

## Biographie

### Vie privée
Il est marié et père de deux filles et un fils.

### Profession
Jesús Ramón Aguirre Muñoz est médecin. Il a été vice-président du Conseil général des médecins d'Espagne.

### Activités politiques
Le 26 juin 2016, il est élu sénateur pour Cordoue au Sénat et l'a été auparavant de 2008 à 2015.